# Černobílá fotografie

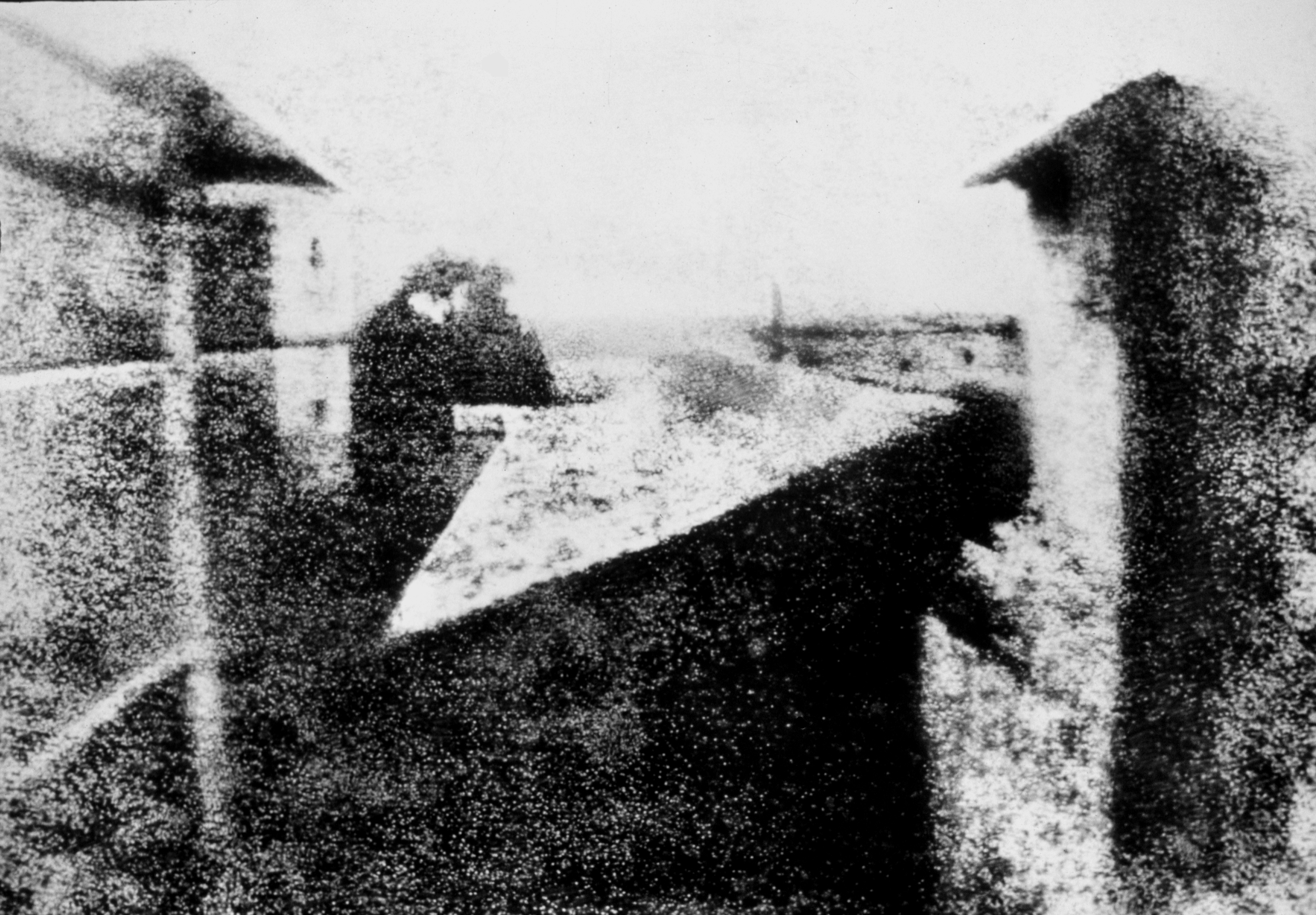
Nicéphore Niépce: Pohled z okna v Le Gras, 1826 nebo 1827

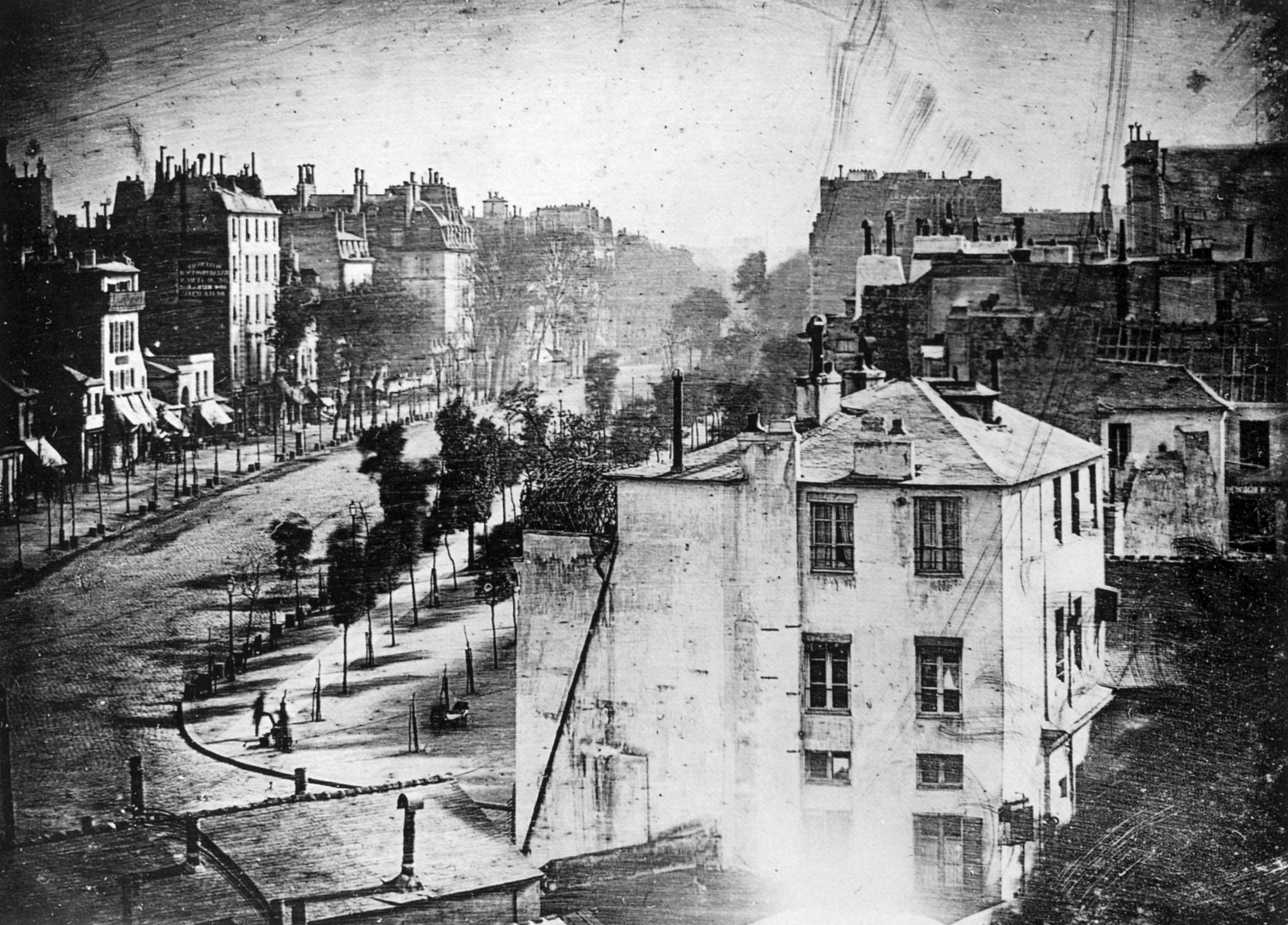
„Boulevard du Temple“, kterou vyfotografoval Daguerre na konci roku 1838 nebo začátkem 1839 v Paříži, byla první fotografií s člověkem; fotografie zobrazuje rušnou ulici, ale kvůli více než desetiminutové expozici jsou pohybující se objekty rozmazané. Výjimku tvoří muž, který si nechává čistit boty

Černobílá fotografie je zvláštní kategorie fotografie, ve které se skutečné odstíny barev objektů převedou na škálu od černé po bílou.

## Historie

### Heliografie
Heliografie nebo niepceotypie je nejstarší fotografická technika pro zhotovení kontaktních reprodukcí grafických listů a snímků z camery obscury. Název je odvozen od řeckých slov helios (slunce) a grafé (psaní, kresba).
Autorem vynálezu heliografie byl Nicéphore Niépce, který experimentoval s fotochemickou cestou reprodukce pro kamenotisk (litografii). Na litografickou desku s vrstvou světlocitlivé fermeže kopíroval roku 1813 pomocí slunečního světla kresby a grafické listy, jejichž papír byl zprůsvitněn. Roku 1816 použil malou cameru obscuru a papír se světlocitlivou vrstvou chloridu stříbrného, avšak snímky nebyly ustálené a obraz časem zmizel.
Po řadě pokusů s různými světlocitlivými látkami a podložkami zhotovil Nicéphore Niépce roku 1822 reprodukci mědirytiny papeže Pia VII. na vrstvu přírodního asfaltu rozpuštěného v petroleji, nanesenou na skleněnou desku. Reprodukce se však nezachovala. Niépce pak jako podložku využíval litografický kámen a zinkové desky, které byly po leptání nebo rytí použity k tisku. Nejstarší dochovanou fotografickou reprodukcí, kterou na měděnou destičku zhotovil Nicéphore Niépce v roce 1825, je obrázek muže vedoucího koně.
Niépce rovněž pokračoval v pokusech s camerou obscurou. Roku 1824 vytvořil snímek na kámen s asfaltovou vrstvou, zachycující pohled z jeho pracovny na boční křídlo domu a budovu na dvoře, který se však rovněž nezachoval. Zřejmě roku 1826, nejpozději však následujícího roku, zhotovil za slunného dne Niépce snímek pohledu z okna svého domu na dvůr s hospodářskými budovami a stromem v pozadí, který do roku 2002 býval považován za nejstarší dochovanou fotografii. Použil cameru obscuru s předsádkou. Expozice snímku o rozměrech 163×203 mm trvala 8 hodin, takže slunce postupně osvětlovalo obě strany dvora. Obraz snímal na asfaltovou vrstvu, která v osvětlených částech tvrdla a vytvořila bílé plochy. Stíny jsou tmavé plochy cínové podložky po smytí neosvětleného asfaltu roztokem levandulového oleje a terpentýnu.
Heliografie byla nahrazena dokonalejší technikou, daguerrotypií, vyvinutou z heliografie Francouzem Louisem Daguerrem v roce 1839, a kalotypií, objevenou Angličanem Williamem Foxem Talbotem nezávisle ve stejné době.

### Daguerrotypie
Daguerrotypie (francouzsky le daguerréotype, anglicky daguerreotype) je první prakticky užívaný komplexní fotografický proces. Vynalezl ji a pojmenoval francouzský výtvarník a vynálezce Louis Daguerre po 23 let dlouhém výzkumu, který úspěšně završil v roce 1839.
Francouzská vláda vynález od Daguerra a Isidora Niepce (syna zemřelého Nicéphora Niepceho, Daguerrova předchůdce a spolupracovníka) odkoupila výměnou za doživotní rentu. Dne 19. srpna 1839 pak Francouzská akademie věd na slavnostním zasedání darovala daguerrotypii celému světu bez nároku na odměnu. Ovšem s výjimkou Velké Británie, kde si o pět dnů dříve Daguerre v zastoupení nechal svůj objev patentovat. Velká Británie měla být jediným státem, ve kterém měl patent platit, jediný, kdo ji mohl volně používat byl pouze Daguerrův student, Francouz Antoine Claudet.
Citlivost procesu daguerrotypie vylepšil právě tento Daguerrův student Antoine Claudet pomocí chloru (namísto bromu) a navíc kromě jódu získal větší rychlost chemické akce – tedy kratší expoziční čas. Také vynalezl červené (bezpečné) osvětlení fotografické temné komory.
| „               | Dobrá daguerrotypie má – díky dlouhé době expozice – tak něžný a měkký charakter, jaký podle mého názoru pozdější fotografie už nikdy neskýtala. | “ |
| — Neznámý autor | |   |

V roce 1841 Brit Henry Fox Talbot objevil techniku kalotypie, která dovolovala vytvořit z jediného negativu neomezené množství kopií a po ní přišly další, ještě dokonalejší metody. Daguerrotypie, bez možnosti dalšího vývoje, byla brzy opuštěna a stala se vlastně slepou uličkou dějin fotografie.

### Kalotypie / talbotypie
Kalotypie, calotypie nebo také talbotypie (její vyspělejší forma se nazývá argyrotypie) je fotografická technika, kterou objevil britský vynálezce William Fox Talbot. Termín kalotypie pochází z řeckého základu κάλο - 'dobrý' a τύπος - 'zážitek'. Talbot si dal postup patentovat 8. února 1841 a popsal jej ve zprávě vydané 10. června téhož roku. Použití své metody reguloval přísnými pravidly, což zabránilo jejímu většímu rozšíření.
Kalotypie nahradila daguerrotypii vyvinutou Francouzem Louisem Daguerrem v roce 1839. Po roce 1851 byla kalotypie nahrazena kolodiovým procesem, který vynalezl Frederick Scott Archer. Talbot roku 1835 vynalezl nejprve metodu nazvanou „Photogenic Drawing“ (fotogenické kresby). Na papír kladl květiny, části rostlin z herbáře a jiné ploché předměty. Negativní obraz svých stínokreseb mohl převést okopírováním na obraz pozitivní. Roku 1839 metodu fotogenické kresby vylepšil. Běžný kreslící papír se natřel roztokem dusičnanu stříbrného, osušil se, namočil do jodidu draselného a byl opět usušen. Těsně před upotřebením se papír zcitlivil roztokem dusičnanu a kyselinou gallovou. Pak se papír vyvolával při světle svíčky. Pozitiv se získal kopírováním, přičemž různá délka měla vliv na barevný tón pozitivu od karmínové a purpurové po hnědočernou.
V roce 1851 Gustave Le Gray vylepšil kalotypii voskováním. Papír nechal nasáknout horkým voskem, aby jej izoloval zvýšil trvanlivost preparátu. Po jodování a usušení se ještě papír zcitlivil v dusičnanu stříbrném a kyselině octové. Při uchování ve tmě a chladnu si papír svou citlivost udržel minimálně 2 týdny, usnadnilo to tak fotografování na cestách. Český fotograf Josef Krtička nazýval roku 1847 své kalotypie "oblesky na papíře", M. V. Lobethal zase "světelné obrazy na papíře".
| „                                | Znám málo věcí v oblasti vědy, které ohromí víc, než pozvolné objevování se obrazu na bílém papíře | “ |
| — William Henry Fox Talbot, 1844 | |   |

V přesnosti a jemnosti detailů i polotónů kalotypii překonala až archerotypie (tzv. mokrý kolodiový proces, Frederick Scott Archer 1851), v astronomii se však používala až do 80. let 19. století.

### Mokrý kolodiový proces
Kolodiový proces (archerotypie nebo mokrý proces) je historický fotografický proces Angličana Fredericka Scotta Archera z roku 1851. Název mokrý vychází z toho, že podstatou procesu bylo exponování a vyvolávání za mokra. Zajistil tvorbu kvalitního negativu umožňujícího dokonalou reprodukci fotografií. Velmi rychle nahradil předešlé postupy daguerrotypii a především kalotypii a využíval se v letech 1851 až 1885. Do kategorie obměněného mokrého kolodiového procesu se řadí přímé pozitivní procesy, mezi které patří pannotypie, ambrotypie a ferrotypie. Později však byly tyto procesy nahrazeny želatinovým fotografickým filmem.

### Suchý želatinový proces
Suchý želatinový proces je historický fotografický proces, který vynalezl Richard Leach Maddox v roce 1871. Tento vynález přinesl do fotografického průmyslu lehké bromostříbrné suché želatinové desky.
Suchý proces nahradil mokrý kolodiový proces, který vynalezl v roce 1851 Frederick Scott Archer. Tyto obrázky vyžadovaly světelné expozici pouze 2 až 3 sekundy, desky však musely být zcitlivené na určitý expoziční čas a zpracovány co nejrychleji a ještě mokré.
Příchod suchého procesu byl důležitým momentem pro usnadnění a rozvoj fotografování. Maddox nahradil těžké mokré kolodiové desky za suché želatinové, které nevyžadovaly mobilní temnou komoru.
Když si všiml, že jeho zdraví ovlivňují „mokré“ kolodiové páry, začal hledat náhradu. Navrhl v roce 1871 časopisu British Journal of Photography článek, ve kterém popisoval senzibilizující chemické sloučeniny bromid kademnatý a dusičnan stříbrný, kterými pokryl skleněnou desku s želatinou, transparentní látkou používanou pro výrobu cukrovinek. Charles Bennett byl první, kdo vyrobil a nabídl první želatinové suché desky k prodeji, dlouho předtím, než se začala používat emulze na celuloidový svitkový film.
Výhody suchých desek byly zřejmé: fotografové krajináři mohli používat komerční suché desky, místo toho aby si připravovali vlastní emulze v mobilní temné komoře. Negativy nemusely být vyvolány okamžitě. Poprvé v historii se mohla velikost fotoaparátů zmenšit tak, aby se vešly „do ruky“, nebo dokonce schovat.